# 北俄羅斯航空821號班機空難
北俄羅斯航空公司821號班機是一個從莫斯科舍列梅季耶夫國際機場飛往彼爾姆大薩維諾機場的定期航班。2008年9月14日，一架執行該航班的北俄羅斯航空（原隶属于俄羅斯航空的区域性航空公司）波音737-500客機（編號：VP-BKO）在彼爾姆大薩維諾機場（Пермь аэропорт）降落時失事墜毀，機上88人全部罹難，包括82名乘客及6名機組人員。飛機墜毀時破壞了西伯利亞鐵路的其中一段。

## 調查
據一名塔台人員說，失事飛機的飛行員在墜機之前沒有聽從控制人員的指示。出事的波音737-500客機準備降落時，負責為其導航的控制塔人員比克波夫說，飛機攀升而非下降，而且轉左而非轉右。比克波夫表示，當飛機抵達1200米時，他發出指示第3次轉彎，機組人員接受指示但沒有按指示去做，他補充說道：「我給了他向右轉的航道，而（他）卻向左轉。我問他：『你沒事吧？』他回答：『確定。』」俄羅斯運輸部長利維丁說，未有資料顯示墜機原因是恐怖襲擊，或者飛機在半空曾爆炸。
在2009年初發表的一份調查報告中指出，發現了肇事的機長遺體的肌肉組織有酒精反應，顯示他在駕駛前曾喝酒。另外，機長與副機長此前所駕駛的飛機分別為俄製的圖-134及安-2型飛機，對波音737的性能並不了解。種種跡象顯示下，當局認為出事原因是機員在沒有駕駛狀態、訓練不足及工作過勞下導致出事，而非機件故障。

## 肇事客機
出事客機屬波音737-500型。肇事客機為波音公司1992年預定交付給挪威布拉森航空的客機，但布拉森航空並未曾使用這客機，很快轉手賣給廈門航空，註冊編號B-2591。飛機在廈航運營一年後便轉手給了中國西南航空，之後在2003年隨中國西南航空與中國國際航空合併而轉至國航運營，直到2008年3月國航將該飛機出售給租貿公司Pinewatch Limited。2008年5月28日客機租給北俄羅斯航空營運至空難發生。這次事故亦是涉及波音737-500型客機中，傷亡最慘重事故。

## 乘員資料
| 國籍     | 乘客 | 機組人員 | 合計 |
| -------- | ---- | -------- | ---- |
| 俄羅斯   | 60   | 6        | 66   |
|          | 8    | —        | 8    |
| 乌克兰   | 5    | —        | 5    |
| 法國     | 2    | —        | 2    |
| 白俄羅斯 | 1    | —        | 1    |
| 中國     | 1    | —        | 1    |
| 德国     | 1    | —        | 1    |
| 義大利   | 1    | —        | 1    |
| 拉脫維亞 | 1    | —        | 1    |
| 土耳其   | 1    | —        | 1    |
|          | 1    | —        | 1    |
| 共計     | 82   | 6        | 88   |

## 其他
此次空難其後被製作成《空中浩劫》第十九季的第八輯《Lethal Limits》。

## 外部連結
- Final accident report （页面存档备份，存于） - 原文 - 國際航空委員會 （俄語）
- Final accident report （页面存档备份，存于） – 英文翻译 航空事故调查局 (英国) （英語）
- 事故描述（Aviation-Safety.net）（页面存档备份，存于）
- Lenta.ru page listing passengers of the flight
- Aeroflot news archive
- Aeroflot page listing passengers of the flight
- Photo of the aircraft on Airliners.net(as VP-BKO and B-2591)（页面存档备份，存于）